# عز الدين أيبك المعظمي
أبو منصور عز الدين أيبك المعظمي أحد أمراء الدولة الأيوبية، وصاحب صرخد. اشتراه الملك المعظم عيسى سنة (607هـ/1210م) وعني بتربيته وتدريبه وقدّمه على أولاده، وجعله استاداراً له (الموظف المكلف بالإشراف على سكن السلطان ومصروفه ومطابخه)، ثم ولاه صرخد (صلخد اليوم).
ولما توفي الملك المعظم عيسى صاحب دمشق سنة 624هـ/1226م بقي أيبك في خدمة ولده ووريثه على دمشق الملك الناصر داود، وسانده حين حاول عماه الملك الكامل والأشرف موسى انتزاع دمشق منه. وفي سنة 625هـ، تسلم الملك الكامل دمشق وأكره الناصر على مغادرتها إلى الكرك، فدخل أيبك في طاعة الكامل بعد أن توثق لنفسه منه أن يظل على حكم صرخد. وظل أيبك محتفظًا بمنصبه حينما نزل الملك الكامل عن دمشق لأخيه الأشرف موسى سنة 626هـ.
إثر وفاة الأشرف سنة 635هـ/1237م، صار الحكم للصالح إسماعيل، وأيده عز الدين أيبك وسار في مقدمة موكبه يحمل له الغاشية (سرج من الأديم محزوز بالذهب وله غطاء مزركش يتقدم مواكب السلاطين في الاحتفالات الرسمية).

## صفاته
وكان عز الدين أيبك مشهورًا برجاحة العقل وحسن الإدارة والشجاعة وعلو الهمة وكثرة الصدقات، وقد أقام منشآت عمرانية عدة، منها في دمشق المدرسة العزّية الجوانية في درب الكشك بجوار المسجد الأموي، ويغلب على الظن أنها كانت مما يدعى اليوم بالكلاَّسة.

## أعماله
قام بإنشاء المدرسة العزية البرانية. قال القاضي الحلبي: مدرسة الأمير عز الدين أيبك المعظمي، منشئها في سنة ست وعشرين وستمئة. وقال أيضا أول من ذكر فيها الدرس شمس الدين ابن فلوس. ثم بعده رشيد الدين الغزنوي. ثم بعده تاج الدين العتابي. ثم بعده فخر الدين ابن الصلاح إلى أن توفي. وأنشأ المدرسة العزية الجوانية. قال ابن شداد: تعرف هذه الدار بدار ابن منقذ منشئها الأمير عز الدين أيبك المعظمي.
وكانت له أعمال بارزة وإصلاحات في صرخد أثناء توليه الحكم فيه، فقد قام بإصلاح قلعتها وبناء جامعها.

## وفاته
بعد أن أخذ منه الصالح أيوب صرخد عوضه عنها، وأقام في دمشق، ثم وشى به بأنه يكاتب الصالح إسماعيل، فاحتيط به وعلى أمواله، فمرض وسقط وقال: هذا آخر عهدي. توفي عز الدين أيبك المعظمي سنة 645هـ/ 1248م، ودفن بباب النصر بمصر، بعد ذلك قام ولده بنقل رفاته ودفن في دمشق.